# Стукаленково
Стукаленково (каз. Стукаленково) — исчезнувшее село в Бородулихинском районе Восточно-Казахстанской области Казахстана. Находилось примерно в 36 км к юго-востоку от районного центра, села Бородулиха. Исключено из учётных данных в 1984 году.